# 大関 (新潟市秋葉区)
大関（おおせき）は、新潟県新潟市秋葉区の町字。郵便番号は956-0827。

## 概要
1889年（明治22年）から現在の大字。能代川中流右岸に位置する。もとは江戸時代から1889年（明治22年）まであった大関村の区域の一部。

### 隣接する町字
北から東回り順に、以下の町字と隣接する。
- 金屋
- 市新
- 岡田
- 五泉市下条
- 小口
- 草水町
- 飯柳
- 田家
- 飯柳

## 歴史
開発年代は不明。天正年間に上杉氏の臣、大関弥七郎親憲が居城したという口碑がある。

### 年表
- 1889年（明治22年）4月1日 : 合併により新関村の大字となる。
- 1957年（昭和32年）3月18日 : 合併により新津市の大字となる。
- 2005年（平成17年）3月21日 : 合併により新潟市の大字となる。
- 2007年（平成19年）4月1日 : 新潟市の政令指定都市移行により、秋葉区の大字となる。

## 世帯数と人口
2018年（平成30年）1月31日現在の世帯数と人口は以下の通りである。
| 大字 | 世帯数  | 人口  |
| ---- | ------- | ----- |
| 大関 | 156世帯 | 493人 |

## 小・中学校の学区
市立小・中学校に通う場合、学区は以下の通りとなる。
| 番地 | 小学校             | 中学校                 |
| ---- | ------------------ | ---------------------- |
| 全域 | 新潟市立新関小学校 | 新潟市立新津第五中学校 |

## 交通

### 鉄道
東日本旅客鉄道在来線
- 新関駅
  - ■磐越西線

### 道路
県道
- 新潟県道7号新津村松線

### バス
新潟交通観光バス路線バス